# Tacfarinas

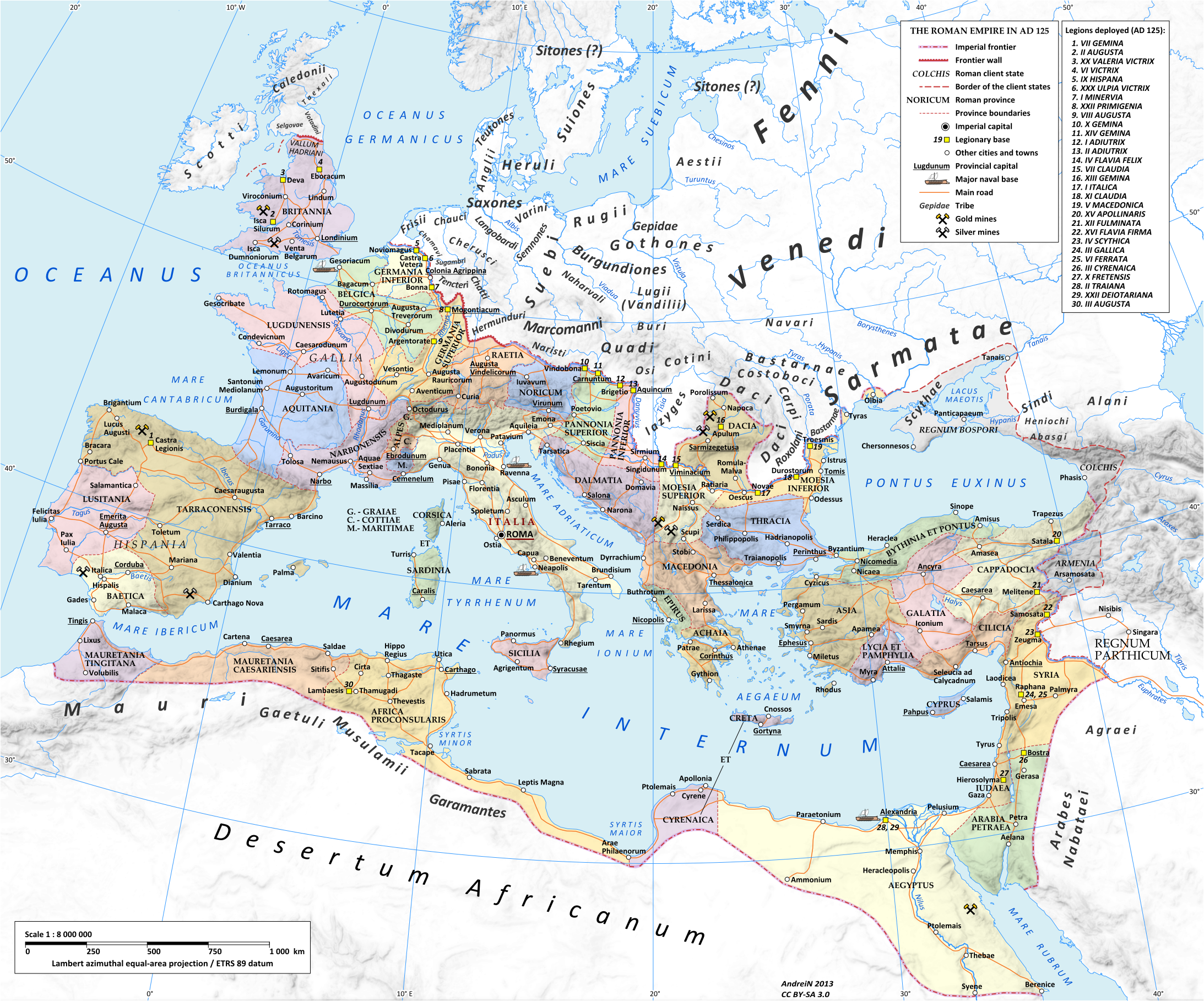
Mapa do império romano sob Adriano (governou 117-138 d.C.), que mostra a localização aproximada das antigas tribos berberes nas franjas do império: os Mauros, os Musulâmios e os Garamantes. Todas as três estavam envolvidas em um amargo conflito com Roma durante o reinado de Augusto (30 a.C.-14 d.C.), e Tacfarinas foi capaz de ganhar o apoio de elementos substanciais de todas as três tribos para sua insurgência.

Tacfarinas (forma latinizada do berbere Tiqfarin, morreu em 24 d.C.) foi um desertor númida do exército romano que liderou sua própria tribo dos Musulâmios e uma coalizão frouxa e cambiante de outras tribos líbias antigas em uma guerra contra os romanos no norte da África durante o governo do imperador Tibério (14-37 d.C.). Embora a motivação pessoal de Tacfarinas seja desconhecida, é provável que a ocupação romana sob Augusto das pastagens tradicionais dos Musulâmios, e a negação do acesso a estes últimos, fosse o fator determinante.
A guerra durou cerca de 10 anos (de cerca de 15 a 24 d.C.) e envolveu quatro procônsules (governadores) romanos sucessivos da província da África (Tunísia moderna), que, embora uma pequena parte do império, era economicamente vital como a fonte da maior parte da oferta de grãos de Roma. É improvável que os romanos estiveram sempre em perigo de serem expulsos da província por completo, embora em pelo menos dois períodos, as forças de Tacfarinas muito superaram em número a guarnição romana. Mas a incapacidade das forças levemente armadas de Tacfarinas de derrotar os romanos em batalhas definidas ou de assaltar, com sucesso, os pontos fortificados romanos o impediu de alcançar uma vitória decisiva. No entanto, os ataques em grande escala de Tacfarinas provocaram uma ruptura grave na produção de grãos da província, que por sua vez causou a ameaça de uma desordem civil em Roma.
Os romanos, por sua vez, foram, durante muito tempo, incapazes de erradicar o inimigo por causa da extraordinária mobilidade e da capacidade dos númidas em conquistar o apoio de muitas tribos do deserto e até mesmo de tribos númidas mais sedentárias no território romano. Tacfarinas foi finalmente capturado e morto em 24 d.C. por uma combinação de busca determinada e um golpe de sorte na inteligência.
A conseqüência direta da guerra foi o registro de todo o planalto da Tunísia para o imposto de terra e sua conversão para principalmente o cultivo do trigo. Os musulâmios e outras tribos nômades provavelmente foram excluídos permanentemente do que tinham sido suas pastagens de verão e forçados a levar uma existência mais empobrecida nas montanhas Orés e na zona árida. A guerra também provavelmente selou o destino em longo prazo do reino cliente da Mauritânia, que foi anexado em 44 d.C. pelo imperador Cláudio (governou 41-54).

## Fundo

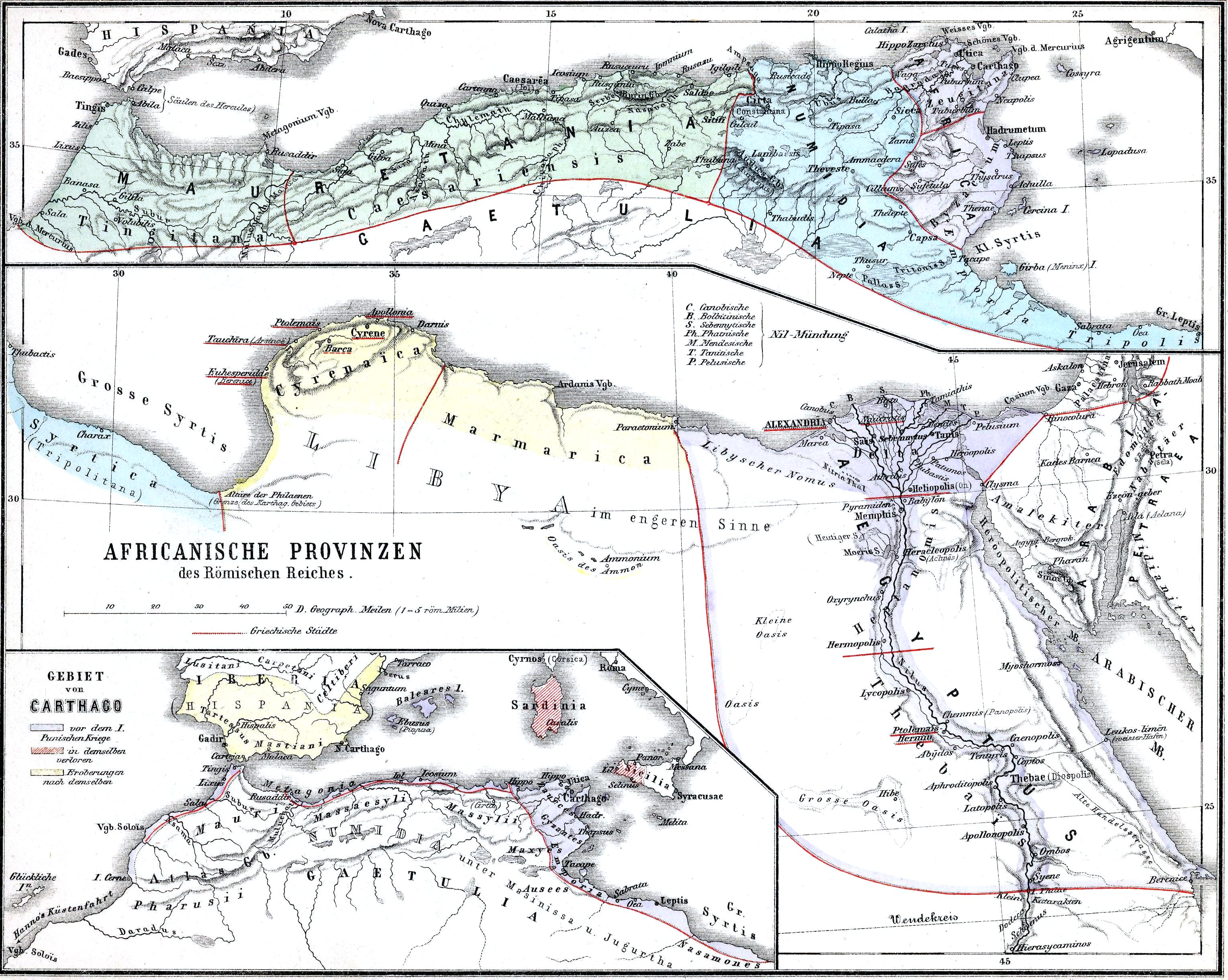
Mapa mostrando (na parte superior) a província romana da Africa Vetus (cor de malva) e os estados-satélites romanos da Numidia (azul) e da Mauritania (verde). Em 25 a.C., a Numídia foi dividida em uma parte do norte, que foi anexada à África romana, e a parte sul, incluindo a Tripolitânia (o oeste da Líbia), que foi adicionada à Mauritânia e colocada sob o rei Juba II, uma marionete romana confiável.

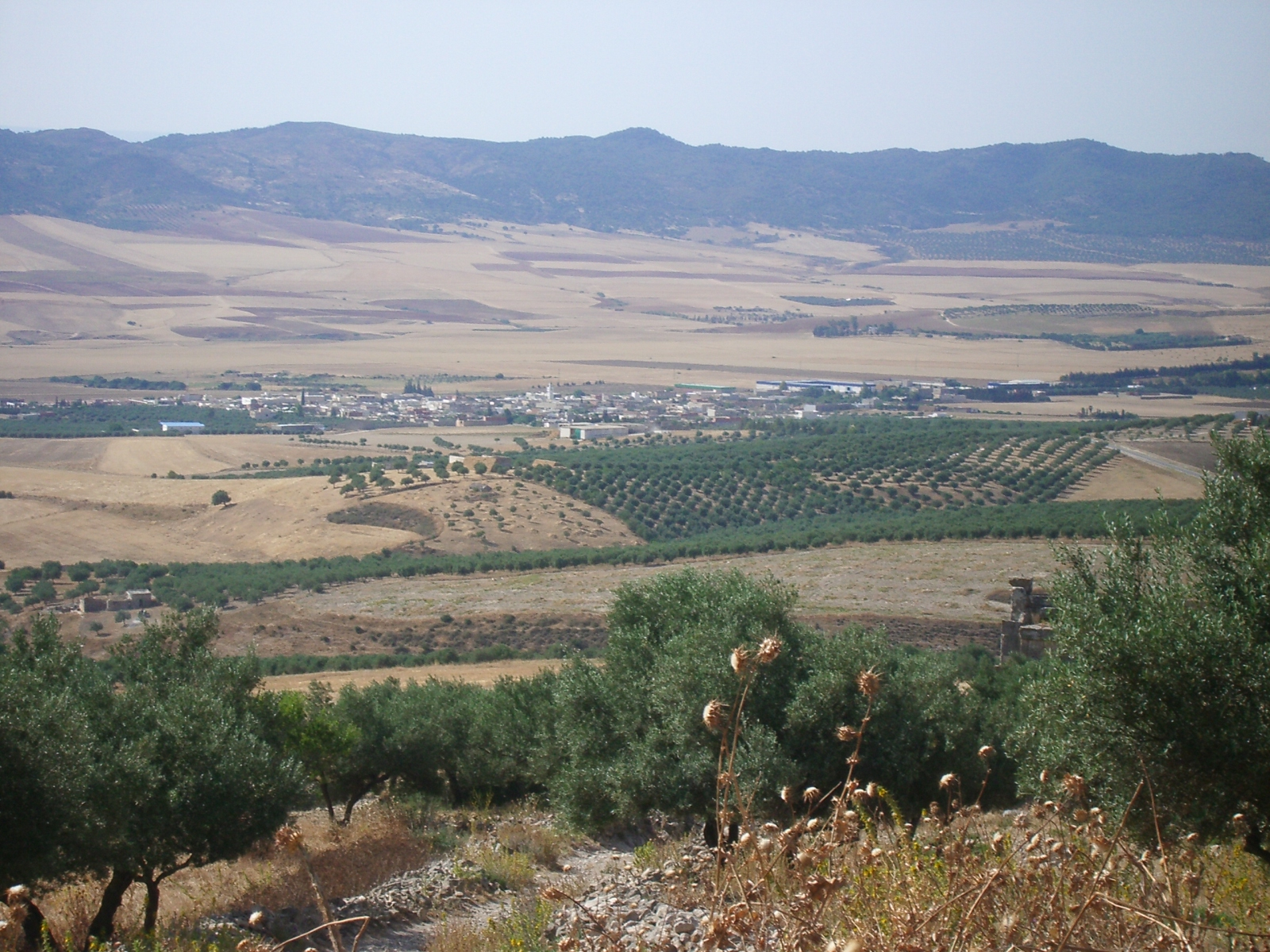
Vista do planalto central tunisiano de Téboursouk, uma possível localização da antiga Thubuscum, uma fortificação romana assediada por Tacfarinas em 24 d.C. Este foi principal país produtor de trigo e forneceu a maioria dos grãos de Roma. Foi o conflito entre as demandas da agricultura romana e os direitos de pastagem tradicionais dos pastores berberes que foram a causa central da insurgência de Tacfarinas.

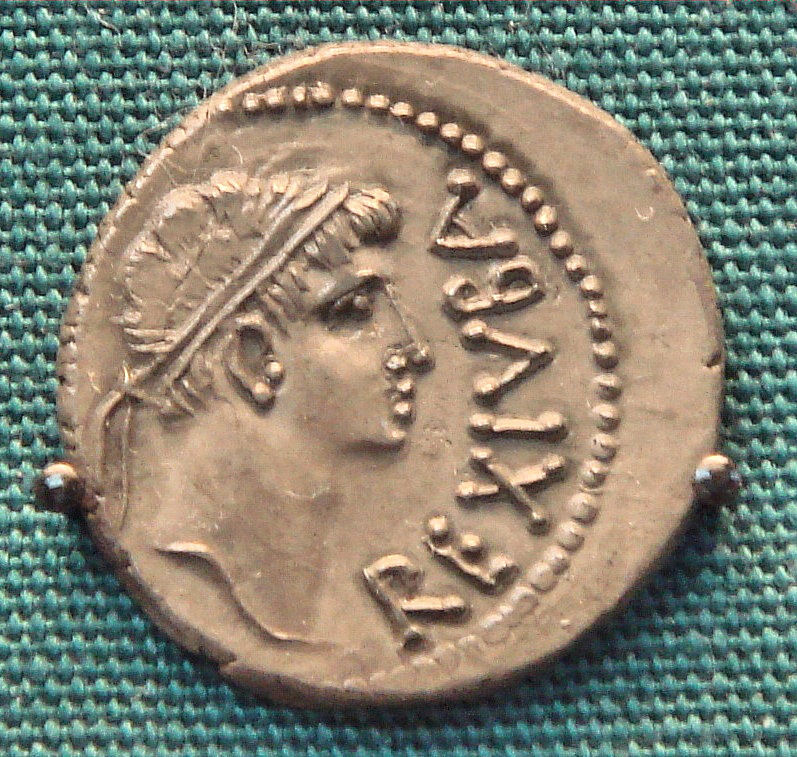
Moeda de Juba II, rei da Mauritânia (governou 25 a.C.-23 d.C.). Reverso: busto idealizado de Juba, com a lenda REXIUBA ("Rei Juba") Educado em Roma, ele foi um amigo íntimo do imperador Augusto e um rei-cliente romano de confiança.

### O noroeste berbere da África
Na época romana, os indígenas do noroeste da África (modernos Líbia, Tunísia, Argélia e Marrocos) todos pertenciam à nação de língua berbere. Os romanos chamavam esses povos, vagamente de leste a oeste, Líbios, Afros (na Tunísia, do qual deriva provavelmente o nome da África), Númidas (leste da Argélia) e Mauros (oeste da Argélia/Marrocos), do qual deriva o nome mouros.
Ao norte das montanhas do Atlas, a terra era fértil e bem regada (há evidências de que a precipitação era mais pesada do que hoje e que o deserto não tinha invadido, tanto o norte). Os berberes residentes do interior da zona fértil eram em grande parte sedentários.
Em contraste, nas franjas do sul existiam tribos que levavam uma existência seminômade. Vivendo de rebanhos de gado, ovelhas e cabras, eles praticavam a transumância. Eles passavam o verão no planalto central da Tunísia e nas montanhas Orés do nordeste da Argélia, onde havia boa pastagem. No inverno, eles viviam em torno dos Chotts, uma série de grandes lagos de sal no deserto nas franjas do sul da província romana. No inverno, a região continha abundância de água doce na forma de torrentes sazonais das montanhas Orés para o Norte. Essas tribos incluíram os Getúlios, os Musulâmios e os Garamantes, bem como os elementos nômades dos Mauros.

### A província romana da África
A Africa Vetus ("África Velha"), o território terrestre da fenícia Cartago, que corresponde aproximadamente ao moderno nordeste da Tunísia, caiu nas mãos dos romanos após a derrota final e a destruição de Cartago, no final da Terceira Guerra Púnica (146 a.C.). A fertilidade de seu solo era proverbial entre os romanos, muito maior do que é hoje. Ela era populosa (cerca de 1,5 milhões de habitantes, aproximadamente o mesmo que a Grã-Bretanha contemporânea) e foi, em 50 a.C., a mais importante fonte de abastecimento de grãos da cidade de Roma. Foi dito que a África alimentava a população romana durante 8 meses do ano, enquanto o Egito fornecia o abastecimento dos 4 meses restantes. A província era uma terra de vastas propriedades (latifúndios) pertencentes a proprietários ausentes. Plínio, o Velho, afirma que na época de Nero (governou de 54-68 d.C.), metade de toda a terra arável na província era de propriedade de apenas seis senadores romanos. Até 45 a.C., o restante do noroeste da África foi organizado como dois estados-satélites berberes romanos, a Numídia (a Tripolitânia, oeste da Tunísia/leste da Argélia) e a Mauritânia (centro-oeste da Argélia e o Marrocos).
Em 45 a.C., ditador perpétuo romano Júlio César derrotou e matou o rei Juba I, e anexou o reino da Numídia à província romana, chamando-a de África Nova. Isto, porém, desapossou a antiga dinastia pró-romana dos reis da Numídia fundada por Massinissa, cuja decisão durante a Segunda Guerra Púnica de mudar de lealdade de Cartago foi fundamental para a decisiva vitória romana na Batalha de Zama 158 anos antes. O jovem filho do rei da Numídia, Juba II, foi criado e educado em Roma, onde se tornou um amigo próximo do sobrinho-neto de César, Otaviano, que assumiu o título de Augusto depois que ele se tornou o único governante do Império Romano em 30 a.C.
O assentamento de César, foi modificado em 25 a.C. por Augusto. Ele colocou Juba II no trono vago da Mauritânia, e acrescentou-lhe as partes do sul e do leste da África Nova. Juba, assim, nominalmente governou um vasto reino que se estendia desde o Estreito de Gibraltar no Ocidente até a Cirenaica no Oriente. A concepção estratégica de Augusto era que os guerreiros nativos de Juba proporcionariam a primeira linha de defesa da província romana contra as incursões das tribos nômades do deserto. Mas Juba provou-se desigual à tarefa, até porque as tribos do deserto, ferozmente independentes, se recusaram a reconhecer a sua soberania, desprezando-o como uma ferramenta do imperialismo romano.
A parte fértil da Numídia foi retida na província romana. Esta parte incluía o planalto central tunisiano, terra ideal para o cultivo de trigo, pelo qual os romanos tinham uma demanda sempre crescente. A região, cerca de 27.000 km² de área, oferecia a perspectiva de duplicar a produção de grãos da província. Em algum momento na primeira metade do governo de Augusto, parece que a única legião implantada na província (a III Augusta) estava estacionada em Theveste (Tébessa, Argélia), estrategicamente colocada na borda ocidental do planalto, de modo a protegê-lo das incursões das montanhas Orés. (Mais tarde, durante a insurgência de Tacfarinas, a base da 3ª legião foi transferida para Ammaedara-Haïdra, Tunísia - bem no centro do planalto). A estrada a nordeste da capital provincial em Cartago bifurcava o planalto. Em 14 d.C., a terceira legião é registrada como tendo construído um novo caminho para o sudeste para Tacapae (Gabès) na costa. De mãos dadas com a expansão de infra-estrutura romana veio o cercamento das terras que foram convertidas de pastagens para a triticultura. Os romanos também seguiram uma política de deliberadamente restringir os movimentos de transumância dos nômades na província.

### O conflito com as tribos nômades
O planalto da Tunísia também foi a região tradicional de pastagens de Verão dos seminômades musulâmios e getúlios. O resultado da invasão romana nesta região foi o prolongado e amargo conflito entre os nômades e Roma durante o governo de Augusto. Seus procônsules na África lutaram uma série de campanhas contra eles: as campanhas são registradas em 21 a.C., 19 a.C., cerca de 15 a.C., cerca de 3 d.C. e 6 d.C., algumas grandes o suficiente para conquistar triunfos para os seus generais, cada um implicando a morte de pelo menos 5.000 pessoas inimigas. Após 6 d.C., nenhuma operação importante é registrada, mas o conflito se transformou numa crônica guerrilha de baixo-nível, de resistência ao governo romano. Foi nesse contexto de conflito que Tacfarinas cresceu.

### As forças indígenas
No entanto, a relação dos povos do deserto com os romanos não era exclusivamente hostil. O outro lado da moeda é que muitos se ofereceram para servir no exército romano, em ambas as unidades regulares auxilia e as irregulares nativas foederati (embora o serviço militar obrigatório ainda fosse comum nessa época - e isto foi outro motivo de descontentamento). O exército fornecia a perspectiva de uma carreira bem remunerada que deu margem para uma natureza marcial dos homens das tribos, que eram altamente respeitados pelos romanos. A cavalaria númida (Equites Numidarum ou Maurorum), que tinha desempenhado um papel de destaque nos exércitos romanos desde a Segunda Guerra Púnica (218-201 a.C.), era considerada a melhor cavalaria ligeira no mundo romano. Um cavaleiro númida cavalgava sua pequena, porém ágil e flexível montaria do deserto, sem freio, sela ou estribos, contendo-o por uma corda solta em torno do pescoço e direcionando-o pelos movimentos das pernas e os comandos da voz. Desarmado, ele era protegido por apenas um pequeno escudo redondo de couro. Seu armamento consistia em vários dardos. Excepcionalmente rápido e manobrável, a cavalaria númida iria assediar o inimigo por ataques em movimento (de bater e correr), cavalgando e soltando saraivadas de dardos, e, em seguida, dispersando-se e recuando mais rapidamente do que qualquer cavalaria adversária pudesse perseguir. Eles eram soberbamente adaptados para a missão de reconhecimento, o assédio, a emboscada e a perseguição. Os infantes da Numídia também eram predominantemente infantaria leve, contando com a velocidade e a capacidade de manobra. No entanto, tanto os guerreiros númidas infantes e montados eram vulneráveis em combate de formações cerradas com as tropas romanas, que principalmente usavam armaduras de metal.

## Começo da Vida
Nada se sabe sobre o contexto familiar de Tacfarinas e começo de sua vida, exceto que ele era provavelmente um membro da tribo dos musulâmios dos númidas e, aparentemente, não era de nascimento real ou nobre. Presumivelmente, quando ele atingiu a idade militar (isto é, em torno de 20 anos), alistou-se no regimento auxiliar romano. Não está claro se ele se ofereceu ou foi recrutado, ou se ele se juntou a um regimento de cavalaria ou de infantaria. Ele serviu por uma série de anos.

## Conflito com Roma

### Procônsul Camilo (15-17 d.C.)
Em algum momento durante o período do seu serviço militar, Tacfarinas deserta. Reunindo à sua volta um bando de saqueadores, ele realizou muitos ataques menores em território romano. Usando sua experiência de militar romano, ele organizou seus seguidores, em número cada vez maior, em unidades distintas, até o ponto onde ele comandou uma força armada eficaz. Um momento crucial político para Tacfarinas veio quando os clãs dos musulâmios díspares aceitaram-no como seu líder supremo.
Depois disso, Tacfarinas rapidamente ganhou o apoio de alguns dos mauros, os vizinhos ocidentais dos musulâmios, um número significativo dos quais foram trazidos por um líder chamado Mazippa, presumivelmente um rebelde contra o rei da Mauritânia, instalado pelos romanos, Juba II. A tribo dos Cinitas, que vivia no território romano no sul da Tunísia, também se juntou a ele. Enquanto Tacfarinas formava uma divisão de homens especialmente selecionados uma força de estilo romano, Mazippa liderava seus tradicionais cavaleiros mauros levemente armados em ataques profundamente devastadores em território ocupado pelos romanos.
Até 17 d.C., o procônsul romano da África, Marco Fúrio Camilo (II) estava em um dilema. A ameaça à sua província era agora muito mais grave do que a invasão de fronteira de costume, pelas tribos do deserto. Mas, enquanto a Tacfarinas contava com ataques bater e correr, ele tinha pouca resposta eficaz. Apesar de suas próprias forças (a terceira legião e, pelo menos, o mesmo número de auxiliares, totalizando cerca de 10.000 homens) estarem agora em grande desvantagem numérica pelos seguidores de Tacfarinas, Camilo decidiu capitalizar sobre as vantagens romanas em armaduras e treinamento, oferecendo a Tacfarinas uma decisiva batalha campal. Para este fim, ele levou para o campo a maior parte de sua força. Tacfarinas sentiu-se confiante de que, com números superiores, seu exército recém-modelado, combinando os melhores elementos de guerra romana e númida, estava à altura do desafio. Seus homens se juntaram à batalha com os romanos - e foram completamente derrotados. Tácito não dá detalhes sobre como isso foi realizado, mas os acontecimentos posteriores sugerem que a linha númida provavelmente foi quebrada pela carga de infantaria legionária. Tacfarinas fugiu para o deserto com os restos estilhaçados de seu exército e Camilo foi premiado com honras triunfais.

### Procônsul Aprônio (18-20 d.C.)
Mas os romanos estavam muito enganados se acreditavam que essa batalha seria o fim de Tacfarinas. Este último revelou-se um adversário resistente e determinado. Pelos próximos sete anos, ele travou uma guerra devastadora na província romana. Mas nenhum dos lados era capaz de marcar uma vitória decisiva. Tacfarinas não poderia derrotar os romanos em operações militares convencionais, tais como batalhas e cercos campais. Os romanos, por sua vez, não poderiam erradicar um inimigo tão móvel, apesar de infligir derrotas severas sobre ele, à medida que Tacfarinas desfrutava do último recurso de sumiço no deserto ou nas montanhas, além do alcance dos romanos. Nesse meio tempo, as incursões de Tacfarinas infligiram um dano econômico enorme sobre a província. É provável que os preços dos grãos altíssimos registrados em Roma durante este período fossem causados pela insurgência de Tacfarinas. Estes, por sua vez, ameaçaram o imperador com a desordem civil na própria cidade de Roma: Tácito registra motins em protesto contra os preços dos grãos em 19 d.C.
Em 18, Camilo foi substituído por Lúcio Aprônio como procônsul da África. Tacfarinas lançou uma série de ataques relâmpagos em território romano, destruindo as aldeias que havia saqueado e desaparecendo no deserto antes que as forças romanas pudessem intervir. Encorajado pelo sucesso, Tacfarinas tentou uma operação de cerco convencional. Seus homens cercaram um forte estratégico romano sobre o rio Pagyda (localização incerta), mantido por uma coorte da 3ª legião. Seu comandante, certo Décrio (presumivelmente o centurião mais graduado da coorte - o pilus prior ou centurião da “lança dianteira"), “considerou vergonhoso que legionários romanos fossem cercados por uma turba de desertores e indolentes", relata Tácito. Décrio ordenou uma surtida. Suas tropas tentaram romper por entre os sitiantes, mas logo foram forçados a voltar pelos números muito superiores do inimigo. Décrio, amaldiçoando seus porta-estandartes por não se manterem firmes, gritou para seus homens para que o seguissem. Embora atingido por flechas num olho e em vários outros lugares, ele correu para o inimigo. Mas seus homens se retiraram para o forte quando o seu comandante caiu em combate. Os soldados romanos estavam proibidos de recuar diante do inimigo, a menos que ordenados a fazê-lo por seu comandante. Quando Aprônio foi informado do incidente, ele ordenou que a coorte fosse dizimada por covardia. Esta antiga, extrema e raramente usada forma de punição militar exigia que cada décimo homem na unidade (ou seja, cerca de 50 homens, neste caso), escolhido por sorteio, fosse açoitado até a morte na frente de seus companheiros. A pena selvagem "evidentemente, teve um efeito salutar", de acordo com Tácito: no próximo forte a vir sob o ataque de Tacfarinas, Thala (Thala, Tunísia, o local de uma vitória romana sobre um líder rebelde númida anterior, Jugurta, uns 120 anos antes), a guarnição de 500 veteranos idosos repeliu com sucesso os assaltantes.
O inverso em Thala imprimiu em Tacfarinas a dificuldade da realização de operações convencionais contra os romanos. Assim, ele reverteu para táticas de guerrilha, retirando-se antes que os romanos avançassem, e depois, atacando suas linhas de abastecimento na parte traseira. Os romanos foram logo deixados esgotados e frustrados, incapazes de responder de forma eficaz. Eventualmente, no entanto, o volume de pilhagem que Tacfarinas tinha tomado o forçou a adotar uma base mais estável, perto da costa do Mediterrâneo no estado-fantoche da Mauritânia. Aqui ele foi surpreendido por uma coluna voadora de cavalaria auxiliar e legionários levemente armados especiais sob o filho do procônsul, Lúcio Aprônio Cesiano (presumivelmente o terceiro tribunus militum laticlavius da legião – o vicecomandante). Tacfarinas foi forçado a fugir para as montanhas Orés, abandonando a maior parte de seu espólio. Por este resultado, Aprônio (sênior) também foi premiado com honras triunfais.

### Procônsul Bleso (21-23 d.C.)
Neste ponto, Tacfarinas enviou mensageiros a Roma, para oferecer a paz em troca de terras na província, para ele mesmo e seus seguidores. É duvidoso que isso implicava num desejo dos homens de Tacfarinas de se tornarem agricultores sedentários. Mais provavelmente, eles simplesmente procuravam acesso restaurado às suas terras de pastagem tradicionais. Se suas exigências não fossem atendidas, Tacfarinas advertiu, ele iria travar uma guerra sem fim contra os romanos. Embora esta fosse, provavelmente, uma oferta séria, Tibério ficou indignado. Ele considerou o cúmulo da imprudência de que um homem a quem ele considerava um desertor e bandido comum estivesse exigindo termos, como um chefe de Estado estrangeiro. A oferta foi rejeitada e Tacfarinas retomou as hostilidades. Tibério agora exigiu que o Senado nomeasse um general especialmente experiente ao comando na África para que Tacfarinas pudesse ser tratado de uma vez por todas. O homem escolhido por Tibério foi Quinto Júnio Bleso, um veterano que como governador da Panônia tinha escapado por pouco do linchamento por suas tropas nos grandes motins que eclodiram a partir da adesão de Tibério em 14 AD. Bleso devia sua seleção ao seu sobrinho, Sejano, comandante da Guarda Pretoriana de Tibério e confiável braço direito. Para a tarefa, Tibério deu a Bleso uma legião adicional (a IX Hispana, transferida da Panônia, no Danúbio) e seus regimentos auxiliares anexados, dobrando a força total na África para cerca de 20.000. Ele também autorizou a Bleso oferecer o indulto geral a qualquer um dos associados de Tacfarinas que se rendessem - mas não ao próprio Tacfarinas, que deveria ser capturado ou morto a todo custo.
Instalado na África, Bleso emitiu sua oferta de anistia, que foi bem sucedida ao trazer muitos dos aliados de Tacfarinas cansados da guerra. O novo procônsul também empregou táticas inovadoras para lidar com o seu inimigo esquivo. Com um contingente dobrado, ele foi capaz de cobrir várias das rotas de entrada de Tacfarinas à província mais profundamente, dividindo suas forças em três divisões que abrangiam os setores oeste, central e sul, respectivamente. Ele construiu um grande número de novos fortes (castella), muitos destes bem pequenos, acomodando apenas uma única centúria de tropas (80 homens). Estas foram guarnecidas durante todo o ano, ao invés de apenas na época de campanha, como anteriormente. Destas, unidades pequenas, com grande mobilidade de tropas treinadas no deserto, iriam atacar de surpresar adiante e manter os bandos de Tacfarinas sob constante pressão. Este sistema, semelhante aos blocausses utilizados pelos britânicos para suprimir a insurgência bôer, e mais recentemente, a fase de guerrilha da Guerra Sul-Africana de 1899-1902, praticamente extinguiu as operações de incursões de Tacfarinas. A campanha de Bleso atingiu sua coroação de sucesso no ano 22 d.C., quando seus homens capturaram o irmão de Tacfarinas. Depois disso, Bleso retirou suas tropas para os quartéis de inverno normais na província. Tibério aceitou isso como marcando o fim da guerra. Ele concedeu a Bleso o raro privilégio de adotar o título honorífico de imperator ("general vitorioso"), a última vez que este foi concedido a uma pessoa fora da casa imperial. Quando Bleso regressou a Roma no final de seu mandato, em 23, a ele também foi concedidas honras triunfais, o tal terceiro prêmio na Guerra de Tacfarinas. O imperador ordenou agora a retirada da nona legião da África, confiante de que não era mais necessária. Mas Tácito sugere que Bleso e Tibério estavam sendo demasiado otimistas sobre a situação, dado que o próprio Tacfarinas ainda estava foragido com uma quantidade substancial.

### A derrota final de Tacfarinas (24 d.C.)
De qualquer modo, os romanos foram logo desiludidos de sua complacência. O novo procônsul, Públio Cornélio Dolabela, que chegou em 24, foi confrontado por uma ameaça do deserto tão grave quanto foi a qualquer um dos seus antecessores. A grande força de Tacfarinas estava no haver de uma fonte inesgotável de futuros invasores entre as tribos do deserto. Assim, mesmo que ele perdesse muitos de seus seguidores em encontros com os romanos, o que ele freqüentemente fazia, ele poderia rapidamente reconstituir os seus bandos de incursões. Além disso, Tacfarinas agora começou a se posicionar como o líder de uma guerra de libertação nacional. Ele usou a notícia da retirada da metade da guarnição romana para espalhar rumores de que o império estava em ruínas devido às revoltas nativas em suas outras regiões, forçando os romanos a partirem com suas forças na África. Ele alegou que a guarnição restante poderia ser superada, e a Numídia permanentemente libertada, por um esforço combinado de todos os númidas. Sua propaganda foi altamente eficaz. Ele foi acompanhado por um grande número de guerreiros mauros que deram as costas para o seu jovem rei pró-romano, Ptolomeu, que sucedeu recentemente seu pai, Juba II. Além disso, muitos camponeses libiofenícios, o estrato mais pobre da sociedade africana, abandonaram seus campos e se juntaram aos rebeldes. Tacfarinas também recebeu a assistência "negável" do rei dos garamantes, que, embora oficialmente aliado a Roma, estava obtendo grandes lucros como receptor da pilhagem de Tacfarinas e fez pouco esforço para evitar que um número substancial de seus guerreiros se juntassem aos insurgentes. Dada a situação de emergência, Dolabela teria sido justificado ao solicitar o adiamento da partida iminente da 9ª legião, mas ele não se atreveu a confrontar Tibério com a dura realidade da situação na África.
Até o início da temporada de campanha de 24 d.C., Tacfarinas sentiu-se forte o suficiente para sitiar o ponto forte romano de Thubuscum (Khamisa, Argélia ou Téboursouk, Tunísia). Dolabela apressadamente reuniu todas as suas tropas disponíveis e correu para levantar o cerco. Mais uma vez, os númidas provaram ser incapazes de suportar a carga de infantaria romana e foram derrotados no primeiro assalto fugindo em direção ao oeste para a Mauritânia. Dolabela agora embarcou em um esforço total para caçar o sempre esquivo Tacfarinas, pois era evidente que, a menos que seu líder fosse eliminado, a insurgência nunca terminaria. O procônsul convocou a ajuda de Ptolomeu, em cujo reino Tacfarinas se refugiara, e que forneceu um grande número daqueles cavalos mauros que haviam permanecido leais a ele. Assim, reforçado, Dolabela dividiu sua força em quatro divisões avançando em paralelo para cobrir tanto território quanto possível, com a cavalaria aliada atuando como batedores, entrecruzando-se por entre as principais colunas. Essas táticas logo valeram a pena, à medida que a inteligência fundamental foi obtida de que Tacfarinas tinha estabelecido um acampamento perto do forte meio arruinado de Auzea (Sour el-Ghozlane, sudeste de Argel), que os próprios homens de Tacfarinas haviam anteriormente incendiado. Bem ao oeste da província romana, o local era cercado por extensas florestas e Tacfarinas evidentemente descartou a possibilidade de que os romanos pudessem descobrir sua localização, uma vez que ele aparentemente não conseguiu deixar uma barreira de sentinelas nos bosques. Em uma repetição do ataque de Cesiano quatro anos antes, Dolabela despachou imediatamente uma força de ataque voadora de infantaria leve armada e númida cavalaria. Eles se aproximaram do acampamento de Tacfarinas sem serem observados, sob a cobertura da floresta e a escuridão da madrugada. Ao raiar do dia, os númidas, muitos dos quais ainda estavam dormindo e sem armas, e cujos cavalos pastavam à distância, foram acordados no susto pelo clamor das trombetas romanas soando a carga. Os romanos atacaram o campo em plena ordem de batalha à medida que os númidas desorganizados se atropelavam para pegar suas armas e para encontrar seus cavalos. A surpresa completa resultou num massacre, feito de todo o mais sangrento pelo desejo dos romanos por vingança depois de anos de sofrimento e humilhação. Agindo sob ordens estritas, os centuriões romanos direcionaram seus homens contra o próprio Tacfarinas. O último e a sua comitiva foram logo cercados por números esmagadores, e em uma luta feroz seus guarda-costas foram mortos e seu filho preso. Reconhecendo que desta vez não havia nenhuma possibilidade de fuga, Tacfarinas se empalou nas lanças reunidas de seus agressores.

## Conseqüências

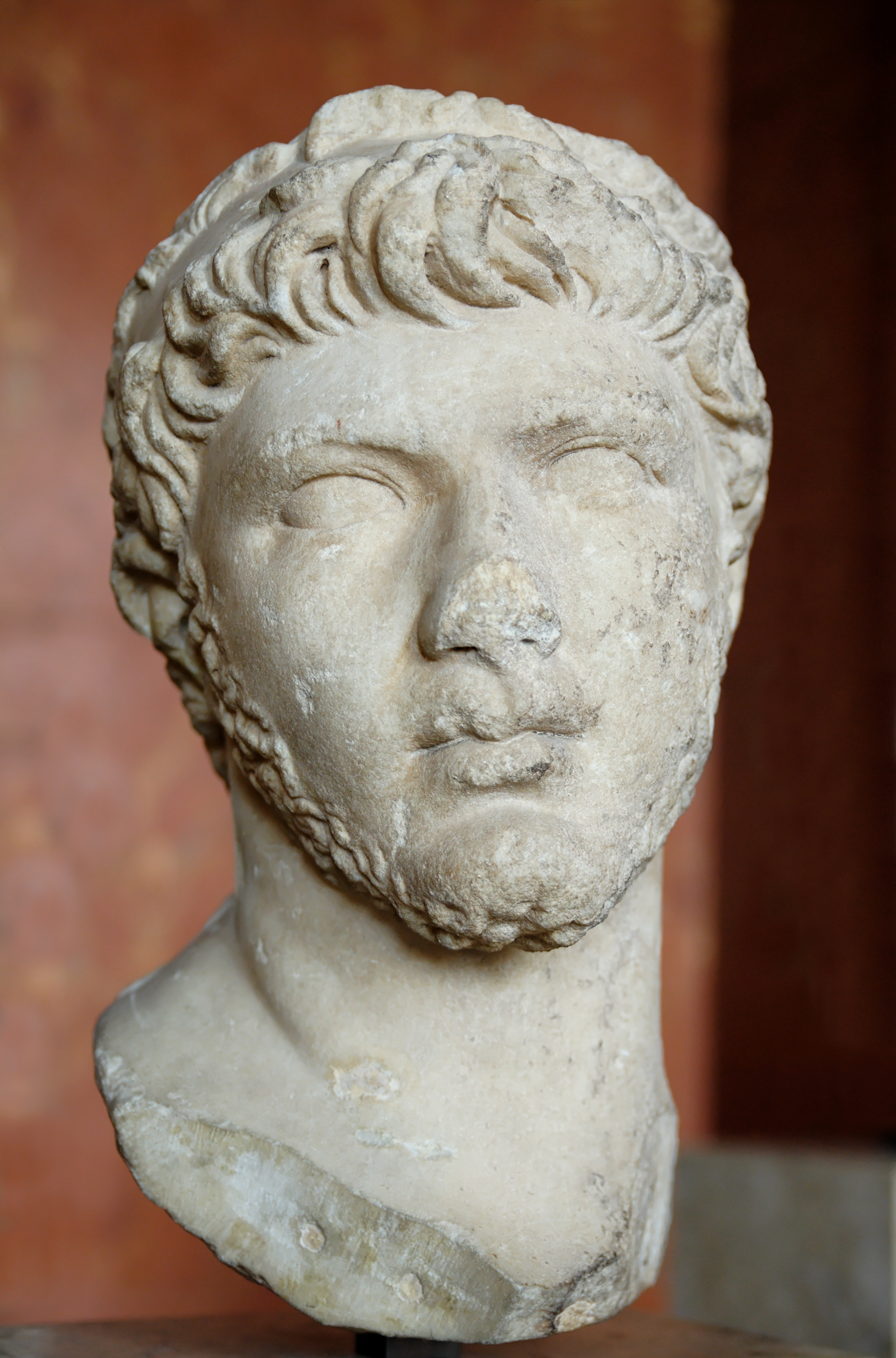
O busto do rei Ptolomeu da Mauritânia, filho de Juba II e último descendente da dinastia dos reis númidas pró-romanos, fundada por Massinissa em 201 a.C. Quando ele sucedeu o seu pai idoso como rei da Mauritânia em 23 d.C., milhares de seus súditos se juntaram ao rebelde númida anti-romano Tacfarinas. Mas Ptolomeu manteve-se firme no apoio tradicional de sua família a Roma e seus guerreiros leais ajudaram os romanos a rastrear e matar Tacfarinas em 24 d.C. Depois disso, a sua popularidade aumentou, e a sua execução arbitrária pelo imperador Calígula em 40 d.C. provocou uma violenta revolta anti-romana na Mauritânia.

A morte de Tacfarinas pôs fim às esperanças musulâmias de impedir a aquisição romana de suas terras de pastagem tradicionais. O registro de todo o planalto para efeitos fiscais foi lançado por Dolabela imediatamente após a morte de Tacfarinas e concluído em 29/30 d.C., como evidenciado pelos marcadores de pedra fixados pelos agrimensores romanos, alguns dos quais sobrevivem até hoje. Eles chegam tão longe quanto o Chott el Jerid na província da fronteira sul. A região foi em grande parte voltada para a produção de grãos e os musulâmios e as outras tribos, muito provavelmente, foram definitivamente excluídos de suas antigas áreas de pastagens.
Dolabela pediu ao Senado honras triunfais. Mas sua moção foi rejeitada a mando de Tibério, apesar do fato de que, sem dúvida, Dolabela merecia o prêmio mais do que qualquer um de seus três antecessores, uma vez que, ao contrário deles, ele tinha realmente trazido a guerra ao fim, eliminando o seu instigador. Tácito sugere que o motivo foi a preocupação de Sejano de que a glória de seu tio não deveria ser diminuída pela comparação. Sem dúvida, o constrangimento de Tibério de que a guerra havia se inflamado novamente, após ele ter declarado que venceu, também desempenhou um papel.
Os garamantes, temendo que o seu próprio apoio clandestino a Tacfarinas pudesse ter sido revelado aos romanos, despacharam uma embaixada a Roma para protestar contra a sua lealdade, embora seja desconhecido o grau de sucesso. Ptolomeu, rei da Mauritânia, foi recompensado por sua lealdade real pelo título rex, socius et amicus populi Romani ("rei, aliado e amigo do povo romano", ou seja um rei-fantoche). Como um símbolo especial de estima, o antigo ritual foi revivido, em que o título foi conferido em pessoa por um senador romano, que viajou até a capital do rei com um presente de acompanhamento de regalia triunfal: um bastão de marfim e uma toga picta (toda roxa, com beira do ouro bordado).
Ironicamente, essa mesma toga acabou por provocar a queda de Ptolomeu, de acordo com o historiador romano Suetônio. Muitos anos mais tarde, em 40 d.C., o rei mauritano a usou em visita oficial a Roma, como convidado do imperador Calígula (governou 37-41). Quando os dois líderes entraram no anfiteatro juntos, à toga e ao seu dono foi concedida muita admiração pela multidão. Em um ataque aparente de inveja, o imperador demente ordenou a execução imediata de Ptolomeu. Além da explicação superficial de Suetônio, é provável que o governo romano estivesse ficando preocupado com o aumento da riqueza e da independência de ação de Ptolomeu e que sua remoção do poder, se não a execução pura e simples, era planejada. Dião sugere que Ptolomeu foi executado porque ele havia se tornado muito rico. Ptolomeu tinha começado a emitir moedas de ouro, o que era a prerrogativa tradicional de um cabeça de Estado independente. Outro fator provável era a distinta ascendência de Ptolomeu, que lhe deu um apelo perigosamente abrangente no norte da África. Pelo lado de seu pai, Ptolomeu era o herdeiro da antiga dinastia númidas fundada pelo rei Massinissa (governou 201-148 a.C.), que era ancestral direto de Ptolomeu em 5 gerações. Pelo lado de sua mãe, ele era neto de Marco Antônio (o último rival político romano de Augusto) e Cleópatra, a última faraó de um Egito independente. Devia ter preocupado a liderança romana de que se Ptolomeu já se voltasse contra Roma, sua ascendência, riqueza e poder poderiam pôr em risco toda a posição romana no norte da África.
De fato, Ptolomeu tinha por esta altura se tornado um governante muito mais popular do que em sua sucessão dezesseis anos antes, quando milhares de seus súditos mauros haviam desertado para Tacfarinas. Sua execução provocou uma revolta anti-romana maciça sob um certo Edemão, que é descrito como um escravo liberto em fontes romanas, mas era mais provável que fosse um príncipe mauro. Para o militar romano, a revolta mostrou-se tão árdua como a de Tacfarinas e a sua supressão exigiu os serviços de Caio Suetônio Paulino e Cneu Hosídio Geta, dois dos melhores generais da era Julio-Claudiana. Após seu fim em 44, o sucessor de Calígula, Cláudio, decidiu anexar o reino de Ptolomeu, dividindo-o em duas províncias romanas, a Mauritânia Cesariense e a Mauritânia Tingitana. Por este meio, ele trouxe o território entre a África romana e a Espanha romana e toda a nação berbere sob o governo romano direto.

## Observações
- Este artigo foi traduzido diretamente do artigo Tacfarinas da Wikipédia em inglês.